# Ron Bisschop

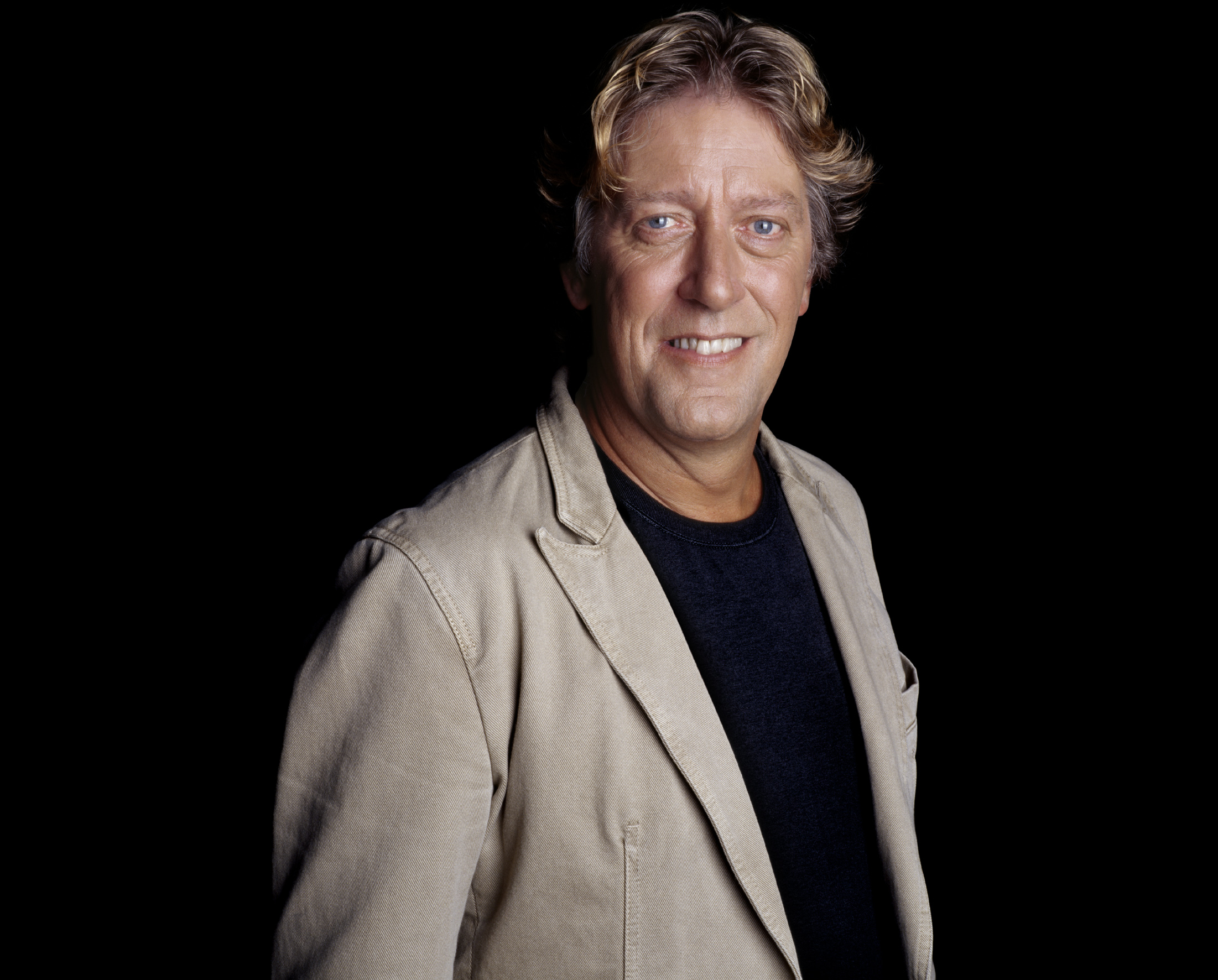
Ron Bisschop

Ron Bisschop (29 april 1954) is een Nederlands dj, nieuwslezer en producer.

## Biografie
Na mavo en meao volgde Bisschop enige jaren de lerarenopleiding Engels.
In 1978 startte hij onder de naam Johan Visser zijn werk als dj bij zeezenders als Radio Mi Amigo en Radio Caroline.
Later werkte hij ook bij verschillende andere omroepen en zenders, onder meer  Amsterdamse radiopiraat Unique FM, Veronica, Kink FM, Radio 10 Gold, RTL Radio, TalkRadio, BNR Nieuwsradio, Omroep Flevoland en NPO Radio 5 als dj, nieuwslezer en/of redacteur. 